# Best: Second Session
Albums de Kumi Kōda
Secret
(2005) Black Cherry
(2006)
Compilations par Kumi Kōda
Best: First Things Best ~Bounce & Lovers~ (2007)
Best ~Second Session~ est la 2e compilation de Kumi Kōda, sorti sous le label Rhythm Zone le 8 mars 2006 au Japon. Il atteint la 1re place du classement de l'Oricon. Il se vend à 983 359 exemplaires la première semaine, et reste classé pendant 78 semaines, pour un total de 1 804 485 exemplaires vendus. C'est le 2e album le plus vendu de Kumi Kōda à ce jour. C'est l'album qui a été le plus vendu par une artiste féminine au Japon en 2006. Il sort en format CD, CD+DVD et CD+2DVD. Le 2e DVD de l'édition limitée contient le concert Live Tour 2005 ~First Things~ de Kumi Kōda, qui n'était jamais sortie en DVD.

## Liste des titres
| 1.  | Introduction to the Second Session           | Daisuke "D.I" Imai           | Daisuke "D.I" Imai      | 1:16 |
| 2.  | D.D.D. feat. Soulhead                        | Soulhead                     | Octopussy               | 4:11 |
| 3.  | You                                          | Kumi Kōda, Yoko Kuzuya       | Yoko Kuzuya             | 4:47 |
| 4.  | Candy feat. Mr. Blistah                      | Kumi Kōda                    | Daisuke "D.I" Imai      | 4:09 |
| 5.  | Shake It Up                                  | Kumi Kōda, Hiroshi Kim       | Hiroshi Kim             | 4:49 |
| 6.  | Feel                                         | Kumi Kōda, Hitoshi Shimono   | Hitoshi Shimono         | 4:16 |
| 7.  | WIND                                         | Kumi Kōda, Kosuke Morimoto   | Kosuke Morimoto         | 4:25 |
| 8.  | Love Goes Like...                            | Kumi Kōda                    | Daisuke "D.I" Imai      | 4:04 |
| 9.  | No Regret                                    | Tohru Watanabe               | H-Wonder                | 4:25 |
| 10. | Birthday Eve                                 | Kumi Kōda                    | Kosuke Morimoto         | 4:30 |
| 11. | Lies                                         | Kumi Kōda                    | Yanagiman               | 5:22 |
| 12. | Ima Sugu Hoshii (今すぐ欲しい)               | Aiko Machida, Zeebra, Jewels | Aiko Machida, DJ Hasebe | 4:33 |
| 13. | Kamen feat. Tatsuya Ishii                    | Tatsuya Ishii                | Tatsuya Ishii           | 5:14 |
| 14. | Someday                                      | Kumi Kōda                    | Kotaro Egami            | 4:17 |
| 15. | A Whole New World (Kumi Koda & Peabo Bryson) | Peabo Bryson                 | Masaru Nishiyama        | 6:08 |

| 1.  | You                                 |  |
| 2.  | Candy featuring Mr.Blistah          |  |
| 3.  | Ima Sugu Hoshii (今すぐ欲しい)      |  |
| 4.  | Birthday Eve                        |  |
| 5.  | Feel                                |  |
| 6.  | D.D.D. featuring Soulhead           |  |
| 7.  | Kamen featuring Tatsuya Ishii       |  |
| 8.  | WIND                                |  |
| 9.  | Lies                                |  |
| 10. | No Regret                           |  |
| 11. | Shake It Up                         |  |
| 12. | Someday                             |  |
| 13. | …and 「Wish Your Happiness & Love」 |  |

| 1.  | Opening Movie at Osaka           |  |
| 2.  | Butterfly                        |  |
| 3.  | Cutie Honey (キュ一ティ一ハニ一) |  |
| 4.  | Chase                            |  |
| 5.  | Gentle Words                     |  |
| 6.  | Heat featuring Megaryu           |  |
| 7.  | Hot Stuff featuring KM-Markit    |  |
| 8.  | Crazy 4 U                        |  |
| 9.  | Hands                            |  |
| 10. | No Tricks                        |  |
| 11. | Rain (Unplugged Version)         |  |
| 12. | Take Back                        |  |
| 13. | Maze                             |  |
| 14. | Selfish                          |  |
| 15. | Promise                          |  |
| 16. | Star                             |  |
| 17. | Trust Your Love                  |  |
| 18. | Come with Me                     |  |
| 19. | Real Emotion                     |  |
| 20. | The Meaning of Peace             |  |
| 21. | Flower                           |  |
| 22. | Walk                             |  |